# 弁天島 (大間町)
弁天島（べんてんじま）は、青森県下北郡大間町に存在する島である。かつては鳥居島とも呼ばれていた。

## 概要
大間崎の約600メートル沖にある周囲約2.7キロメートルの無人島で、野鳥の宝庫として知られている。大間崎との間には、クキド瀬戸と呼ばれる潮流の速い水道が存在する。
島内には弁財天を祀った祠があり、弁天様の島として古くから漁師たちに信仰されている。島の名前は、この弁天様が由来となっている。
北海道と本州の間には、生物分布の境界線であるブラキストン線が存在するが、弁天島には双方の生物が混在し、ブラキストン線が当てはまらない。

## 歴史
- 1864年（元治元年） - イギリスの商船であるアスモール号が座礁。
- 1921年（大正10年）11月1日 - 青森海上保安部が管轄する、航路標識の大間埼灯台が設置される。

## 所在地
- 郵便番号：039-4601
- 住所：青森県下北郡大間町大間